# Генуезька Газарія
Газа́рія (ліг. Gazaria) або Генуе́зька Газа́рія — комплекс генуезьких факторій в Криму та Півні́чному Причорномор'ї, що існував між 1266 і 1475 роками. В 1266 році генуезці домоглися від очільника Кримського улусу Золотої орди Уран-Тимура права заснувати на півострові власну факторію в Кафі і надалі розширили свою присутність майже на все південне узбережжя Криму. Газарія управлялась консулами, призначеними дожем Генуезької республіки. Надзвичайно важливе комерційне значення цих факторій було обумовлено тим, що вони надавали генуезцям прямий доступ до одного із західних кінців Шовкового шляху, торгового маршруту по величезній території Монгольської імперії, по якому в Європу надходили товари з Близького Сходу, Центральної та Східної Азії. З падінням Акри, в 1291 році хрестоносці втратили свої останні бази в Святій землі і торгівля зі Сходом через Крим протягом наступних двох сторіч була майже єдиною, яка ще залишалась доступною європейцям. Це призвело до розквіту Газарії і спробам Золотої Орди повернути свій контроль над нею. Облога генуезької Кафи в 1345 році військом Золотої Орди на чолі з ханом Джанібеком, призвела до поширення в Європі пандемії чуми, що отримала назву Чорна Смерть. У 1475 році, через 22 роки після падіння Константинополя і захоплення Османською імперією контролю над чорноморськими протоками, позбавлена підтримки з метрополії Газарія була завойована османським флотом на чолі з Гедик Ахмед-пашою і перетворена на Кафинський еялет в складі Османської імперії.
Комплекс пам'яток «Пости та укріплення на торгових шляхах генуезців від Середземного до Чорного морів» в Автономній Республіці Крим у 2010 році запропоновані Україною до Списку світової спадщини ЮНЕСКО.

## Назва
Генуезька назва регіону Газарія (Gazaria) є спотворенням імені Хозарії.

## Історія

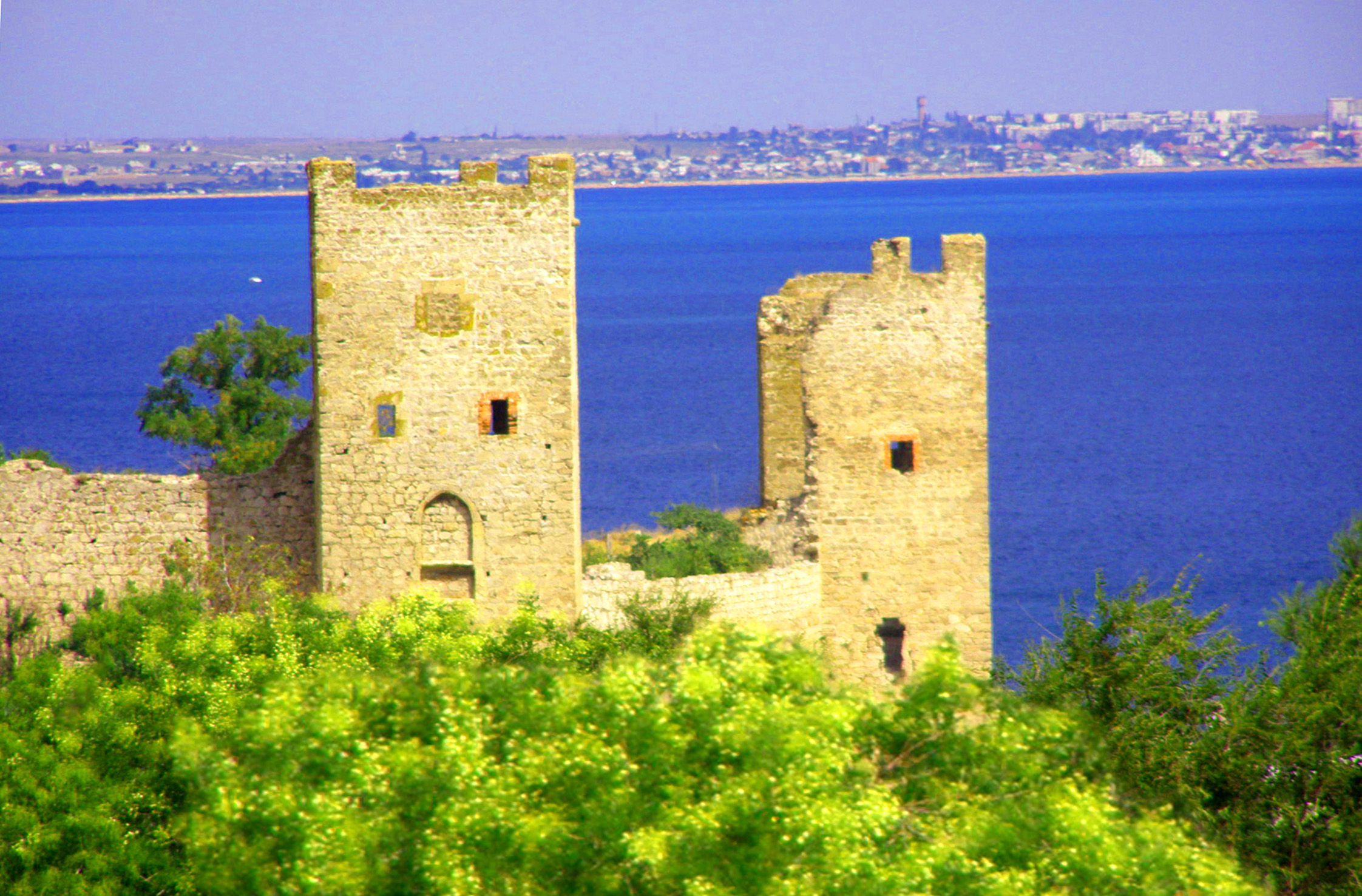
Генуезька фортеця у Кафі (Феодосія)

У Високому та Пізньому середньовіччі Крим мав велике значення для провідних в економічному та військовому значенні держав Європи: Візантії, Венеції, Генуї, оскільки Крим був однією з сполучних ланок у торгівлі між Азією та Європою.
Спочатку торгівля з Кримом велась за посередництва Візантії. Але принаймні з середини XII століття через Босфорську протоку до Чорного моря почали потрапляти і кораблі італійців, зокрема й генуезців. І з часом їх ставало все більше. У 1169 році імператор Мануїл I був змушений навіть обмежити генуезьку навігацію біля берегів Криму. Після здобуття Константинополя хрестоносцями чорноморську торгівлю тимчасово монополізували венеційці, однак в 1261 році за Німфейським договором імператор відродженої Візантії Михаїл VIII Палеолог передав усі торгові привілеї венеційців генуезцям. Отримавши вільний вхід до Чорного моря, у 1266 р.генуезці домоглися від правителя Криму Уран-Тимура права заснувати на півострові власну факторію і обрали для неї містечко Кафу, що знаходилася лише в 30 кілометрах від резиденції самого Уран-Тимура в Солхаті. Умовами перебування генуезців були вчасна сплата податків і мит в обмін на дозвіл вільно торгувати в усіх ханських володіннях.

З 1289 року Генуя призначала своїх консулів у Кафі. У 1294-99 роках між Венецією і Генуєю тривала війна Курцоли за панування в Східному Середземномор'ї та у Чорному морі. Хоча в цілому війна закінчилась компромісним Міланським мирним договором, венеційці погодилися протягом наступних тридцяти років не входити в Чорне море, що призвело до повної втрати контролю Венеції в цьому регіоні.

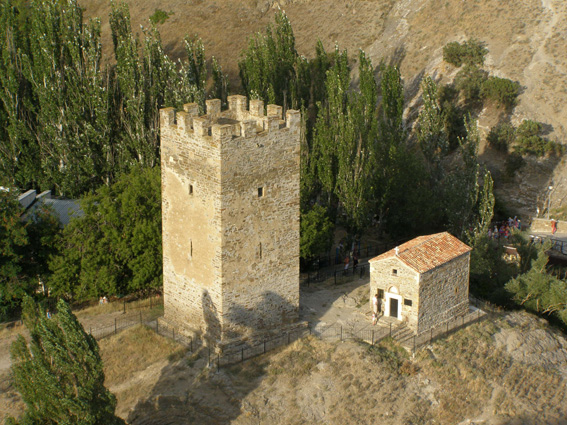
Вежа Фредеріко Астаґверра (Портова), 1386 р. храм 12-ти апостолів. Судак

У 1357 р. Генуя підпорядкувала собі Чембало (сучасна Балаклава), у 1365 р. — Солдаю (сучасний Судак), витіснивши звідти венеційців. Були засновані генуезькі факторії в регіоні: Воспоро (на території сучасної Керчі), Тана (у гирлі Дону), Джинестра (на території сучасної Одеси). Генуезькі торгові місії були в містах Матрега (сучасна Тамань), Копа (сучасний Слов'янськ-на-Кубані) та інші. У факторіях жили греки, італійці, вірмени, тюрки, слов'яни, косоги та інші народи. До кінця XIV ст. генуезці взяли чорноморську торгівлю під свій контроль. Через свої опорні пункти у Причорномор'ї генуезькі купці вели посередницьку торгівлю. Вони продавали зерно, сіль, шкіри, хутра, віск, мед, ліс, рибу, ікру з причорноморських районів, сукна — з Італії і Німеччини, масло і вино — з Греції, прянощі, дорогоцінне каміння, мускус — з країн Азії, слонову кістку — з Африки і багато інших товарів. В результаті місіонерської діяльності по поширенню католицизму та шлюбів генуезців з жінками місцевих народів виникає етноконцесійна група френккардашів.
В 1380-му хан Тохтамиш погодився визнати всі території, захоплені генуезцями в Криму і Причорномор'ї загалом за Генуєю. Південний берег Криму генуезці назвали капітанство Готія.
Крім вихідців з Італії, у містах-факторіях населення складалося з вірмен, греків, євреїв, тюрків, народів Північного Кавказу. Також у цих факторіях мешкали руські купці, зокрема, з Волині.

Велике місце займала торгівля полоненими (слов'янами, черкесами, аланами), купленими у кримських ханів і османських султанів. Про рабинь слов'янського походження згадується у XIV ст. у нотаріальних актах деяких італійських і південнофранцузьких міст (Руссільон). Про рабів-скіфів згадує знаменитий поет Петрарка у своєму листі архієпископові Генуезькому Гвідо Сетте. З 1268 року в Кафі існувала римо-католицька єпархія, яка поширювалася на всі італійські поселення в Криму.

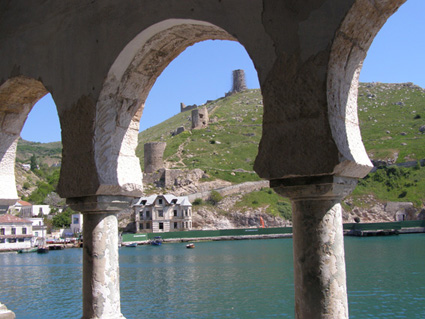
Генуезька фортеця Чембало (Балаклава)

Генуезькі факторії були добре укріплені, у фортецях були гарнізони (залишки кріпосних споруд збереглися в Балаклаві, Судаку, Феодосії). Геную підтримували союзницькі відносини із золотоординськими ханами, які формально були верховними володарями території факторій, але надавали їм повне самоврядування, зберігаючи владу лише над підданими ханів. У 1380 р. генуезька піхота брала участь у Куликовській битві на стороні Мамая. Проте, факторії неодноразово зазнавали від ханів нападів і розорення (1299, 1308, 1344–1347, 1396–1397 рр.).
Найбільшою факторією була Кафа, яка була розвиненим центром ремесла: у часи розвитку на початку XV ст. тут налічувалось близько 8 000 будинків і мешкало близько 70 000 осіб, що для часів середньовіччя було великою цифрою. На сході Криму форпостом і важливим торговим центром стало місто Воспор на території сучасної Керчі.
До 1453 року верховним правителем Кафи був дож Генуезької республіки. Щороку він призначав консула Кафи, якому підпорядковувалися намісники в інших володіннях Генуї в Криму. Консул Кафи призначав консулів Лусти (Алушти), Горзоні (Гурзуфу), Партеніта і Ялти. Консулів міст Чембало і Солдайї призначали з Генуї.
Після падіння Візантії у 1453 р. Генуя поступилася чорноморськими факторіями своєму банку Сан-Джорджо (банк Св. Георгія). Міжнародне положення факторій погіршилося: посилився військово-політичний тиск Кримського ханства, Османської імперії, загострилися відносини з князівством Феодоро в Криму. У 1475 р. Генуезька Газарія була завойована османським флотом на чолі з Гедик Ахмед-пашою і разом із Феодоро перетворена на Кафинський еялет в складі Османської імперії.
Збереглися залишки фортечних стін, башт і палаців у Кафі та Чембало, побудовані під керівництвом італійських архітекторів фортеця і консульський замок у Солдайї (XIV ст.). У 1951 р. у Феодосії на території генуезької фортеці велися археологічні розкопки, що дали цінний матеріал для вивчення історії міста, його ремесла і торгівлі.

## Охоронний статус
Фортифікаційні комплекси у Балаклаві, Судаку та Феодосії визнані Україною пам'ятками архітектури та містобудування національного значення. Руїни фортеці Чембало в Балаклаві до анексії Криму Росією було підпорядковано Національному заповіднику «Херсонес Таврійський». Генуезька фортеця в Судаку мала статус Державного архітектурно-історичного заповідника у складі Національного заповідника «Софія Київська».
У травні-червні 2011 р. в Україні було реалізовано проект «Визначення шляхів сприяння збереженню та розвитку культурної спадщини Криму». Метою проекту було вивчення ситуації у сфері охорони культурної спадщини Криму та оцінка можливостей міжнародного визнання цієї унікальної спадщини задля забезпечення її захисту та збереження. Серед об'єктів, які вивчалися в рамках проекту, були фортеці в Судаку, Балаклаві та Феодосії. У висліді їх запропоновано включити до серійної транснаціональної номінації до Списку всесвітньої спадщини ЮНЕСКО «Торгові пости та фортифікаційні споруди на генуезьких торговельних шляхах від Середземномор'я до Чорного моря».
Ця номінація була внесена до Попереднього списку всесвітньої спадщини ще у 2010 р. за критеріями (іі) та (iv), тобто вона демонструє важливий обмін людськими цінностями протягом певного періоду в межах культурного регіону в сфері розвитку архітектури та ландшафтного планування, є архітектурним ансамблем, який ілюструє значущі періоди історії Європи. Окрім того, у 2007 р. до Попереднього списку всесвітньої спадщини від України було включено «Комплекс пам'яток Судацької фортеці VI—XVI ст.» за критеріями (іі), (iv) та (v).
Та внесення до Попереднього списку всесвітньої спадщини — це лише пропозиція, тобто початковий етап роботи. Щоби пам'ятка (група пам'яток) потрапила до затвердженого на міжнародному рівні Списку всесвітньої спадщини ЮНЕСКО, потрібно виконати велетенський обсяг надскладної роботи. Такі речі краще робити великими транснаціональними колективами — тоді більша ймовірність позитивного результату. Саме тому в останнє десятиріччя стали такими популярними серійні транскордонні номінації, які готуються спільно кількома країнами.
Тож стосовно генуезьких пам'яток у Криму ще 2011 року було запропоновано розглядати їх як найважливішу складову серійної транскордонної номінації, яка попередньо мала містити такі генуезькі фортеці у країнах Середземномор'я і Причорномор'я:
- Україна (Крим): Судацька фортеця, Чембало, Феодосія
- Російська Федерація: Тана
- Туреччина: Галатська вежа, Чешме
- Італія (Сардинія): Су-Нураксі-ді-Баруміні, Нураг у Крезія
- Франція (Корсика): Фортеця в Кальві, Фортеця в Боніфачо
- Туніс: Фортеця в м. Табарка

З 2011 р. цю номінацію почали розробляти спільно Україна та Італія. До співпраці планувалося залучити ще декілька країн Середземномор'я. Зазначені пам'ятки 15 квітня 2013 року були включені до Попереднього списку. Але вся ця дуже перспективна робота була брутально зупинена навесні 2014 року внаслідок окупації та анексії Криму Росією.

## Список Генуезьких факторій в Північному Причорномор'ї

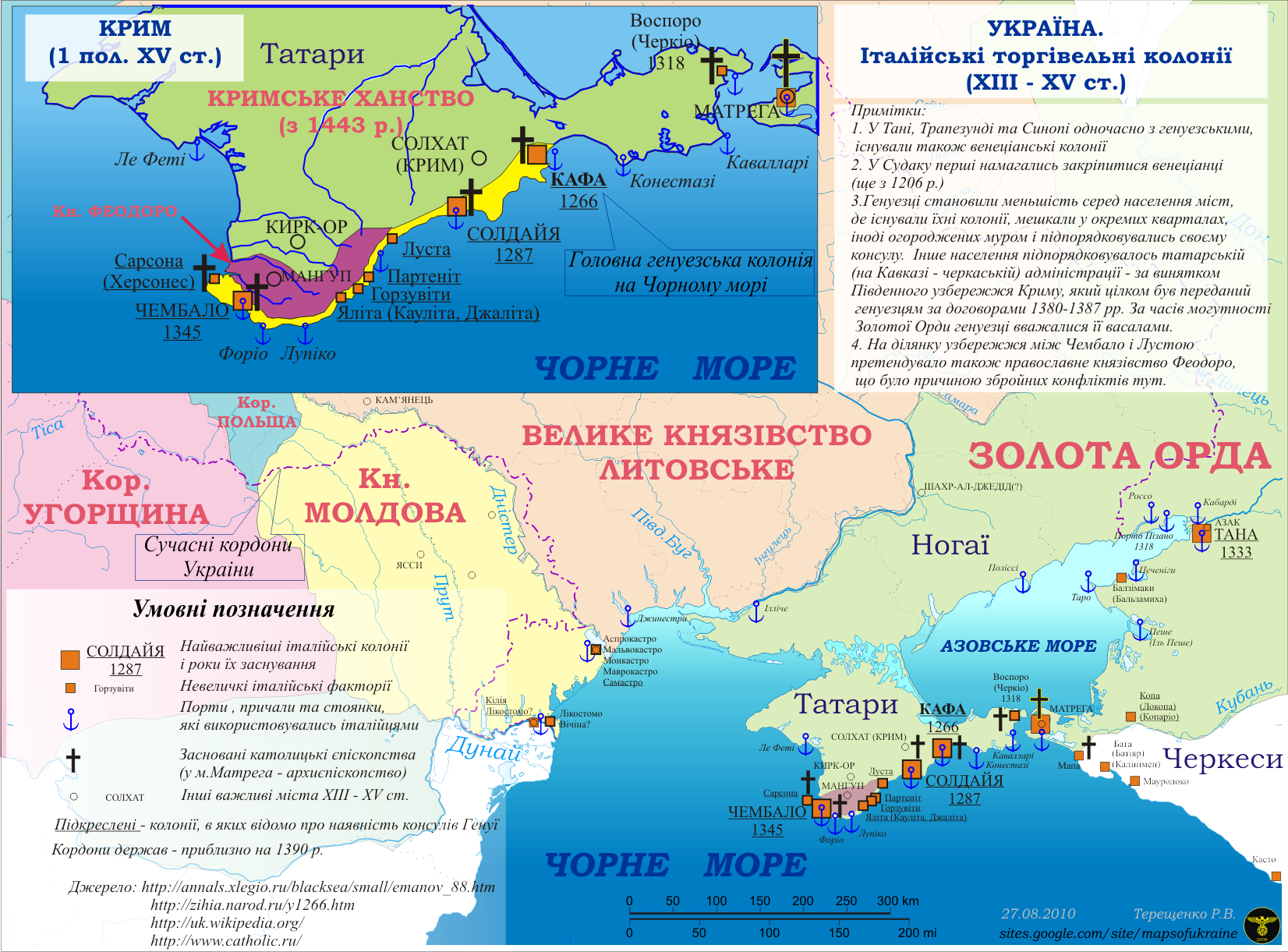
Італійські (генуезькі) факторії Північного Причорномор'я бл.1390 р.

Територія сучасної України:
- У Криму
  - Кафа — Caffa (Феодосія)
  - Чембало — Cembalo (Балаклава)
  - Солдайя — Soldaia (Судак)
  - Алустон — Lusta (Алушта)
  - Горзувіти — Gorzuvity (Гурзуф)
  - Воспоро — Vosporo (Керч)
- Гирло Дністра
  - Самастро (Монкастро) — Samastro (Moncastro; Аккерман)
- Узбережжя Одеської затоки
  - Джинестра — Ginestra (Одеса-Лузанівка)
- Гирло Дніпра
  - Ілліче (Лерічі)

 Територія сучасної Румунії
- Гирло Дунаю
  - Лікостомо — Licostomo (Кілія-Веке)
  - Вічіна — точне місце знаходження невідоме. Припускається, що факторія знаходилась на березі Дуная поіж містами Кілією-Веке та Бреїлою на півночі Добруджа.

Територія сучасної Росії:
- Гирло Дону
  - Тана — Tana (Азов)
- Територія сучасного Краснодарського краю Росії
  - Матрега — Matrega (Тмуторокань) (сучасна станиця Тамань)
  - Копа — Copa (Копил, сучасне місто Слов'янськ-на-Кубані у Росії)
  - Мапа — Mapa (Анапа)
  - Бата — Bata (Новоросійськ)
  - Касто — Casto (Хоста)
  - Ліяш — Layso (Адлер)

Територія сучасної Грузії:
- В тому числі Абхазія
  - Абхазія — Abcasia (Цандріпш)
  - Какарі — Chacari (Гагра)
  - Санта-Софія — Santa Sophia (Алахадзи)
  - Песонка — Pesonqa (Піцунда)
  - Каво-ді-Буксо — Cavo di Buxo (Гудаута)
  - Нікопсія — Hiocoxia (Новий Афон)
  - Себастополіс — (Сухумі)
- Ло Ваті — (Батумі)

## Хронологія
| Рік         | Подія |
| ----------- | --- |
| 1169        | Імператор Візантії Ісаак Ангел дозволив генуезцям плавати через Босфор і відвідувати Чорноморське узбережжя |
| 1204        | Четвертий Хрестовий похід: Хрестоносці беруть штурмом Константинополь, де призначають свого імператора. Візантійці відтіснені в Малу Азію. Прохід генуезьких кораблів в Чорне море утруднюється через надмірні митні збори.                            |
| 1206        | Венеційці закріплюються в Солдайї (Судаку), якою володіють спільно з половцями (кипчаками) |
| 1217        | Набіг сельджуків на Судак |
| 1223        | Монгольські загони Субудая та Джебе беруть Судак |
| 1239        | Судак захоплений монголами (до 1249) |
| 1243        | Після походу в Європу Батий засновує в степах монгольську державу — Золоту Орду |
| 1261        | Генуя та Візантія укладають Німфейській договір, за яким генуезці отримують виключне право на плавання в Чорному морі в обмін на допомогу Візантії при відвоюванні Константинополя.                                                                    |
| 1261        | Відновлення Візантійської імперії: відвоювання Константинополя (щоправда, допомога Генуї не знадобилася) |
| 1265        | Для противаги Генуї візантійський імператор допускає в Чорне море також і венеційців |
| 1266        | Генуезці засновують свою першу і головну факторію в Причорномор'ї — Кафу (на місці давньої Феодосії) |
| 1287        | Венеційський консул в Солдайї |
| 1288        | Генуезька факторія в Монкастро (Самастро) |
| 1299        | Судак захоплений монгольським темником Ногаєм. Також розорені Кирк-Ор, Херсонес, Кафа, Черкіо |
| 1318        | Заснування Каффської католицької єпархії |
| 1318        | Генуезці закріплюються в Воспоро (Черкіо) |
| 1319        | Створення італійської факторії в Трапезунді |
| 1332        | Заснування католицьких єпархій в Воспоро і Сарсоні (Херсонесі) |
| 1332        | Заснування венеційської факторії в Азаку (Тана). Незабаром тут також виникне і генуезька факторія |
| 1340 (1343) | Захоплення Генуєю Сюмболона (Чембало) |
| 1343        | Хан Джанібек руйнує факторії в Тані |
| 1346        | Хан Джанібек обступає Кафу |
| 1349        | Заснування католицького архієпископства в Матрезі |
| 1357        | Чембало: початок будівництва фортеці та заснування католицької єпархії |
| 1358        | Заснування католицької єпархії в Мапі |
| 1363        | Похід князя Литовського Ольгерда на Крим |
| 1365        | Судак переходить до Генуї; заснування тут католицької єпархії |
| 1380 - 1387 | Згідно з низкою договорів з ординцями, Південний берег Криму від Кафи і Солдайї до Алушти та Чембало переходять до Генуї. |
| 1395        | Крим та Кавказ спустошені військами Тимура, особливо постраждали християни; християнство в більшості районів Північного Кавказу було знищено. |
| 1397        | Великий князь Литовський Вітовт дійшов до Кафи, взяв Кирк-Ор і зруйнував Херсонес |
| 1399        | Херсонес остаточно зруйнований темником Єдігеєм, після чого вже не відновлювався. |
| 1403        | Відновлення фортеці Феодоро (Мангуп) в гірському Криму |
| 1419        | Правителем Матрегі в результаті шлюбу з черкеською княжною стає представник генуезького єврейського роду Гізольфі |
| 1427        | Хан Хаджі-Гірей домагається незалежності Кримського ханства від Золотої Орди. Феодоріти завершують будівництво гавані Авліта (Каламіта). |
| 1428        | Згадуються генуезькі консули в Кафі, Трапезунді, Тані, Чембало, Солдайї, Самастро, Коппі, Севастополісі, Синопі. |
| 1433        | Повстання населення Чембало проти генузців, підтримане Феодоро |
| 1434        | Експедиційний корпус з Генуї відвойовує Чембало у Феодоро, руйнує Каламіту, але зазанає поразки від кримських татар в битві під Солхатом. |
| 1438        | Невдала спроба генуезців відвойювати у феодоритів Алусту, Партеніт, Гурзуф |
| 1444        | Битва під Варною: військо хрестоносців, що йшло на допомогу Константинополю, вщент розгромлено османами (Султан Мурад ІІ) |
| 1446        | Блокада Кафи трапезудською ескадрою. Генуезці відкупаються від греків і укладають мир. |
| 1447        | Османський флот здійснює піратський набіг на Південний берег Криму |
| 1453        | Взяття османами Константинополя — крах Візантійської імперії, після чого Генуя продає факторії своєму банку Сан-Джорджо |
| 1454        | Відбито османську атаку на Кафу |
| 1460        | Османи захоплюють Трапезунд |
| 1465        | Переговори про мир між генуезцями і феодорітами |
| 1473        | Кримське ханство потрапляє в залежність від Османської імперії |
| 1475        | Османський десант у Крим у. Здається Кафа, взяті штурмом Судак, Чембало, Алуста (Алушта). Генуезькі факторії знищені. Після кількамісячної облоги османи здобули столицю князівства Феодоро — фортецю Мангуп і приєднали його землі до своїх володінь. |
| 1484        | Османська армія переходить Дунай і бере Кілію та Білгород (Аккерман). Османська імперія бере під контроль все чорноморське узбережжя |